# 보조선
보조선(auxiliary line)은 평면기하학의 증명을 완수하는데 필요한 추가 선이다.
예를 들면 삼각형의 각들의 합의 증명 이론은 삼각형 면 중 하나에 평행하여 직선을 추가함으로써 수행할 수 있다.